# Niente sesso, siamo inglesi
Niente sesso, siamo inglesi (in inglese No Sex Please, We're British), è una farsa teatrale di Alistair Foot e Anthony Marriott del 1971.
Messa in scena in inglese a Londra nello stesso anno di pubblicazione, presso lo Strand Theatre, fu negativamente accolta dalla critica, ma restò in cartellone fino al 5 settembre 1987, trasferendosi al Garrick Theatre prima e al Duchess dopo durante le 6.761 repliche, riscuotendo grande successo di pubblico. La commedia è stata rappresentata in 52 paesi e il 21 febbraio 1979 divenne la più longeva commedia nella storia mondiale del teatro. Una versione cinematografica con Ronnie Corbett venne realizzata nel 1973.
Fu tradotta anche in italiano e rappresentata con successo a partire dagli anni novanta in un adattamento prodotto da Pietro Garinei e Sandro Giovannini, e con protagonista Gianfranco D'Angelo.

## Trama
Un vicedirettore di banca, Peter Hunter, vive in un appartamento sopra la sua banca con la sua nuova sposa Frances. Quando Frances invia innocentemente un ordine per corrispondenza di alcuni articoli in vetro in Scandinavia, ciò che le arriva sono invece articoli pornografici. I due, insieme al frenetico capo cassiere della banca Brian Runnicles, devono decidere cosa fare con le vere inondazioni di pornografia, fotografie, libri, film e, infine, ragazze che minacciano di inghiottire questa coppia felice. La questione è notevolmente complicata dalla presenza di Eleanor (la madre di Peter), il signor Bromhead (il suo capo), il signor Needham (un ispettore di banca in visita) e Vernon Paul (un sovrintendente di polizia).